# Пономаренко, Сергей Иванович (военный)
Серге́й Ива́нович Пономаре́нко (укр. Сергій Іванович Пономаренко; 28 июля 1983, Дворковщина) — украинский военнослужащий, майор, участник российско-украинской войны. Герой Украины (2022).

## Биография
Сергей Пономаренко окончил Национальный аграрный университет в Киеве, где на военной кафедре получил квалификацию командира танкового подразделения и звание младшего лейтенанта. До 2014 года работал в гражданской сфере, занимая руководящие должности в одной из сетей супермаркетов.
В августе 2014 года был мобилизован Яготинским районным военкоматом. После обучения в учебном центре «Десна» служил в 3-м отдельном танковом батальоне «Зверобой», участвовал в боевых действиях в районах Мариуполя, Лисичанска, Попасной, а также в боях за шахту «Бутовка-Донецкая» и обороне Марьинки.
В 2021 году уволился из армии и занялся предпринимательской деятельностью.
С началом полномасштабного вторжения России в Украину в 2022 году вернулся на военную службу. В марте 2022 года его подразделение участвовало в штурме села Топольское в Харьковской области. Несмотря на численное превосходство противника, украинские танкисты под его командованием уничтожили девять вражеских танков, БМП и до 20 солдат. Под прикрытием командирского танка была эвакуирована повреждённая техника и её экипаж.

## Награды
- Звание «Герой Украины» с удостоением ордена «Золотая Звезда» (2 апреля 2022) — за личное мужество и героизм, проявленные в защите государственного суверенитета и территориальной целостности Украины, верность военной присяге[2].
- Орден Богдана Хмельницкого III степени (3 ноября 2015) — за личное мужество и высокий профессионализм, проявленные в защите государственного суверенитета и территориальной целостности Украины, верность военной присяге[3].
- Знак отличия Президента Украины «За участие в Антитеррористической операции».